# Episodi di Sofia la principessa (terza stagione)
La terza stagione della serie televisiva Sofia la principessa viene trasmessa dal 5 agosto 2015 sul canale statunitense Disney Junior. In Italia è iniziata su Disney Junior a partire da gennaio 2016. Anche in questa stagione gli episodi italiani seguono una progressione diversa rispetto a quella americana.
Principesse e guest star:
- Merida, appare nell'episodio 5.
- Olaf, appare nell'episodio 13 trasmesso all'interno di Tutti al cinema con Topolino e Disney Junior[1] il 12 e il 13 novembre 2016 nei cinema come episodio inedito.
- Merlino appare nell'episodio 14.

| n° | Titolo originale                                     | Titolo italiano                                                  | Prima TV USA      | Prima TV Italia  |
| -- | ---------------------------------------------------- | ---------------------------------------------------------------- | ----------------- | ---------------- |
| 1  | Cool Hand Fluke                                      | Ritorno alla Baia nel Blu                                        | 5 agosto 2015     | 1º febbraio 2016 |
| 2  | Cedric Be Good                                       | Cedric e le buone azioni                                         | 18 settembre 2015 | 2 febbraio 2016  |
| 3  | Princess Adventure Club                              | Il Reale Club dell'avventura                                     | 25 settembre 2015 | 3 febbraio 2016  |
| 4  | Minding the Manor                                    | Il castello di zia Tilly                                         | 2 ottobre 2015    | 4 febbraio 2016  |
| 5  | The Secret Library                                   | La biblioteca segreta                                            | 12 ottobre 2015   | 28 gennaio 2016  |
| 6  | New Genie on the Block                               | Un nuovo genio tra noi                                           | 16 ottobre 2015   | 5 febbraio 2016  |
| 7  | The Fliegel Has Landed                               | Le stelle delle caverne                                          | 23 ottobre 2015   | 8 febbraio 2016  |
| 8  | The Princess Ballet                                  | Il balletto della principessa                                    | 1º novembre 2015  | 21 novembre 2016 |
| 9  | All the Sprite Moves                                 | Il giardino incantato                                            | 6 novembre 2015   | 9 febbraio 2016  |
| 10 | Sofia in Elvenmoor                                   | Sofia nel reame degli elfi                                       | 13 novembre 2015  | 10 febbraio 2016 |
| 11 | Stormy Lani                                          | Lani e la tempesta                                               | 20 novembre 2015  | 22 novembre 2016 |
| 12 | Lord of the Rink                                     | Un campione in pista                                             | 4 dicembre 2015   | 29 gennaio 2016  |
| 13 | The Secret Library: Olaf and the Tale of Miss Nettle | La biblioteca segreta: Olaf e il racconto della Signorina Ortica | 15 febbraio 2016  | 1º dicembre 2016 |
| 14 | Gone With the Wand                                   | Una bacchetta speciale                                           | 4 marzo 2016      | 23 novembre 2016 |
| 15 | Bad Little Dragon                                    | Un piccolo drago cattivo                                         | 11 marzo 2016     | 24 novembre 2016 |
| 16 | Bunny Swap                                           | Il sosia di Clover                                               | 25 marzo 2016     | 25 novembre 2016 |
| 17 | Her Royal Spyness?                                   | Sua altezza la spia?                                             | 8 aprile 2016     | 28 novembre 2016 |
| 18 | Best in Air Show                                     | Il volo acrobatico                                               | 6 maggio 2016     | 29 novembre 2016 |
| 19 | Dads and Daughers Day                                | La giornata padri e figlie                                       | 17 giugno 2016    | 30 novembre 2016 |
| 20 | The Tale of the Nogle Knight                         | Il racconto del nobile cavaliere                                 | 1º luglio 2016    | 13 febbraio 2017 |
| 21 | The Bamboo Kite                                      | L'aquilone di bambu'                                             | 8 luglio 2016     | 1º dicembre 2016 |
| 22 | Beauty Is the Beast                                  | La Bella è la Bestia                                             | 12 agosto 2016    | 14 febbraio 2017 |
| 23 | Cauldronation Day                                    | Il giorno del calderone                                          | 7 ottobre 2016    | 15 febbraio 2017 |
| 24 | Camp Wilderwood                                      | Campo Boscoselvaggio                                             | 28 novembre 2016  | 16 febbraio 2017 |
| 25 | Royal Vacation                                       | Una vacanza... poco regale                                       | 11 novembre 2016  | 17 febbraio 2017 |
| 26 | Hexley Hall                                          | La scuola Magò                                                   | 28 ottobre 2016   | 20 febbraio 2017 |
| 27 | The Princess Prodigy                                 | La principessa prodigio                                          | 10 febbraio 2017  | 21 febbraio 2017 |
| 28 | One for the Books                                    | Si impara facendo                                                | 31 marzo 2017     | 1º maggio 2017   |

## Ritorno alla Baia nel Blu
Sofia organizza un party e Fluke è invidioso di lei perché tutti la considerano un'eroina...

## Cedric e le buone azioni
Cedric è riuscito ad ottenere il tanto agognato amuleto di Sofia, ma non riesce ad utilizzarlo come vuole.

## Il Reale Club dell'avventura
Zooey organizza un Club dell'avventura per riuscire a fare amicizia con le altre principesse. Solo Amber non viene invitata e Sofia dovrà convincere Zooey a cambiare idea.

## Il castello di zia Tilly
Sofia va ad aiutare sua zia per un party, ma deve fare i conti con tre gargoyle dispettosi.

## La biblioteca segreta
Zia Tilly da a Sofia un libro che la guida nella biblioteca segreta del castello. Qui ci sono molti libri senza finale e così Sofia decide di mettersi a scrivere.

## Un nuovo genio tra noi
Sofia evoca un genio che inizia ad esaudire i desideri di chi incontra.

## Le stelle delle caverne
Sofia aiuta il suo nuovo amico troll a restare in piedi su sé stesso.

## Il balletto della principessa
Kari vuole seguire le orme di sua madre e diventare la migliore ballerina.

## Il giardino incantato
Vivian non vuole lasciare il castello dove è nata e con l'aiuto di Sofia convince i suoi genitori che il nuovo castello è infestato dai fantasmi. La famiglia di Sofia, allora, aiuterà Vivian a lasciare il stringente castello infestato dai fantasmi ed a trasferirsi in quello nuovo dove i fantasmi non lo infesteranno mai.

## Sofia nel reame degli elfi
Sofia scopre un passaggio dove abitano solo gli elfi, ma il passaggio rischia di essere distrutto e Sofia deve impedire che ciò accada.

## Lani e la tempesta
Lani ha il potere di controllare il tempo a seconda del suo umore, ma quando si arrabbia perde il controllo e crea una tempesta. A risolvere il problema ci pensa Sofia.

## Un campione in pista
Il principe Hugo deve decidere se diventare un ballerino o un giocatore di hockey.

## La biblioteca segreta: Olaf e il racconto della Signorina Ortica
La biblioteca segreta chiama Sofia per salvare il regno di Hildegard.

## Una bacchetta speciale
Sofia, Cedric e Calista fanno visita a Merlino. Calista prende di nascosto la bacchetta e la consegna alla strega Morgana. Il quartetto, allora, non deve fare altro che unire le forze per sconfiggerla e intrappolarla in uno specchio.

## Un piccolo drago cattivo
Sofia e Vivian trovano un cucciolo di drago e decidono di tenerlo come animale domestico senza sapere a cosa stanno andando incontro.

## Il sosia di Clover
Clover si imbatte in Barley un coniglio uguale d'aspetto a lui. Sofia porta Barley al castello e Clover deve rivendicare la sua identità.

## Sua altezza la spia?
Amber spia le persone con il telescopio e crede che sua madre sia stata rapita. Tocca a Sofia a passare all'operazione antispionaggio.

## Il volo acrobatico
Minumus si sente imbarazatto dai suoi genitori e con l'aiuto di Sofia vuole dimostrare di essere migliore delle loro aspettative durante una gara.

## La giornata padri e figlie
Durante una gita tra padri e figlie Hildegard dice a Sofia che Roland non le vuole veramente bene non essendo il suo vero padre, ma non è così.

## Il racconto del nobile cavaliere
Nella biblioteca Sofia legge un libro di un nobile cavaliere alla ricerca di uno scudo magico quando entra in scena un impostore.

## L'aquilone di bambu'
Sofia viene invitata ad un festival di aquiloni.

## La Bella è la Bestia
Sofia, nonostante l'incontro con una fattucchiera molto amata da tutti, incontra una principessa che è vittima di una maledizione che la fa apparire con le sembianze di una bestia.

## Il giorno del calderone
Sofia viene chiamata ad un evento che raduna tutte le streghe e tutti gli stregoni e deve assicurarsi che tutto fili liscio.

## Campo Boscoselvaggio
Durante un campo estivo Amber e James hanno difficoltà a fare amicizia con gli altri. Tocca a Sofia a risolvere la situazione.

## Una vacanza... poco regale
Miranda si sente esclusa dalla sua famiglia e decide di organizzare una vacanza che si rivela un vero e proprio disastro. Tocca a Sofia a organizzare un rimedio per sua madre.

## La scuola Magò
L'amuleto di Sofia non funziona più come prima e Sofia chiede aiuto a Cedric che la conduce alla scuola Magò per fare ricerche sulle origini dell'amuleto. I due non fanno altro che riparare il suo amuleto per farlo funzionare.

## La principessa prodigio
Vivian si distingue nel suonare strumenti magici e le viene data la possibilità di diventare l'apprendista di un famoso istruttore che mira a rubare l'abilità di Vivian. Ci pensa Sofia a rimettere tutto a posto le cose.

## Si impara facendo
Inizia un nuovo anno scolastico e Sofia si accorge che uno dei suoi compagni ha difficoltà nell'apprendere durante le lezioni. Per Sofia la corsa contro il tempo sta per avere inizio.